# Регеста
Регеста (лат. regesta, от лат. regerere — «вносить», «составлять опись») — в европейской историографии реестр, каталог, главным образом роспись в хронологическом порядке древних документов с указанием времени, к которому относятся документы, их ме́ста нахождения и краткого содержания, иногда с приведением исторических дат. Они дают обозрение архивных документов и облегчают определение последовательности фактов и поверку подлинности документов.

## Германия
Для истории Германии служат императорские и папские регесты:
- императорские изданы И. Ф. Бёмером, Хмелем (Chmel), Зикелем, Штумпфом;
- папские регесты изданы Ф. Яффе («Regesta pontificum romanorum ad annum 1198», Берлин, 1851; вновь обработаны Эвальдом[нем.], Кальтенбрунером (Friedrich Kaltenbrunner) и Лёвенфельдом[нем.], Лпц., 1885—88) и А. Поттгастом[англ.] (1198—1304 гг., Берлин, 1875).

В XIX веке число изданий регест для отдельных областей, епископств, городов, монастырей и т. д. увеличивалось с каждым годом.

## Россия
В Российской империи под регестами подразумевались преимущественно извлечения из архивных документов; пример: «Документы и регесты к истории литовских евреев» Бершадского (СПб., 1882).